# موجة جديدة (فلم)
موجة جديدة (بالفرنسية: Nouvelle Vague) فيلم دراما فرنسي لعام 1990 من تأليف وإخراج جان لوك جودار. الفيلم من بطولة آلان ديلون، ودوميزيانا جيوردانو، وجاك داكمين. تم تأليف الفيلم بالكامل من خلال الاقتباسات الأدبية من العديد من المصادر المختلفة ومن عدة فترات تاريخية. دخل الفيلم في مهرجان كان السينمائي عام 1990.

## طاقم التمثيل
- آلان ديلون: في دور ريتشارد لينوكس / روجر لينوكس
- دوميزيانا جيوردانو: في دور إيلينا تورلاتو فافريني
- جاك داكمين: في دور الرئيس التنفيذي
- كريستوف أودنت: في دور المحامي راؤول دورفمان
- رولان أمستوتز: في دور جول (البستاني)
- سيسيل ريغير: في دور النادلة
- لورانس كوت: في دور سيسيل (مدبرة المنزل)
- جوزيف ليسبونا: في دور الطبيب
- فيرونيك مولر: في دور صديق راؤول 1
- جو شيريدان: في دور روبرت (المعروف أيضًا باسم بوب، مدير الطائرات)
- بالاشتراك مع: بلقاسم طاتم - فيوليني باريت - هوبيرت رافيل - باسكال سابلير - رفائيل ديلبارد.[7]

## أحداث الفيلم
تعيش الصناعية الإيطالية الثريّة إيلينا تورلاتو فافريني في عقار مترامي الأطراف بالقرب من بحيرة جنيف بسويسرا، ويقوم على خدمتها جول البستاني، وزوجته إيفون وابنتهما سيسيل والسائق لوران والغامضة «ديلا لا رو». تذهب إيلينا في جولة بالسيارة بنفسها وتواجه روجر لينوكس، وهو شاب متهور. توقف إيلينا مسارها بشكل مفاجئ لمساعدة روجر، الذي خرج عن الطريق عندما اعترضته شاحنة. تبدأ سلسلة التبادلات التي تشكل علاقتهما.
يحب روجر الثريّة إيلينا، ويطيع حاشيتها التي تضم محامي إيلينا راؤول دورفمان، وصديقة راؤول، والطبيب، وزوجة الطبيب دوروثي باركر. تتوالى الأحداث التي يعبر فيها كل من روجر وإيلينا عن عدم رضاه عن الآخر، ويجتمعون معًا في حالة الأسف. تأخذ إيلينا قاربًا عبر البحيرة لزيارة بعض الأصدقاء، ويقوم روجر بالتجديف بطاعة، ويتوقف عندما تريد إيلينا النزول إلى الماء، ويرفض روجر الانضمام إليها، متذرعًا بعدم قدرته على السباحة. يسقط روجر في الماء بينما تعود إلينا إلى القارب، ولكنها هذه المرة، لا تساعده، بل تبدو غير مبالية أو حتى غير مدركة لمحنة روجر.
يحاول الخدم وراؤول التستر على أي وجود لروجر وتظهر أزمة جديدة، حيث يظهر رجل مطابق لروجر تماماً، يطلق على نفسه اسم ريتشارد لينوكس ويدعي أنه شقيق روجر، ويدعي أنه يعرف حادثة القارب ويبدو أنه يستخدم ذلك كوسيلة ضغط للاستحواذ على إحدى شركات إيلينا.
يختلف ريتشارد لينوكس عن روجر الذي كان سلبيًا وسهل الانقياد، حيث انه داهية وعدواني؛ وتصبح إيلينا الآن مطيعة. يصل الصراع على السلطة إلى ذروته في تلخيص مشهد القوارب، حيث يقرر لينوكس إخراج القارب، وإيلينا هي التي تسقط في الماء، ويبدو أنها غير قادرة على السباحة، وفجأة يأخذ ريتشارد يد إيلينا وينقذها. يتم في النهاية، الوصول إلى التوازن. تدرك إيلينا أن ريتشارد لينوكس هو نفس الرجل مثل روجر لينوكس. يتولى ريتشارد دورًا مسيطرًا على شؤون إيلينا لكن إيلينا لا تزال مسؤولة، وتبدأ إلينا وريتشارد في خوض المزيد من المغامرات على قدم المساواة.

## خلفية الفيلم
يتألف معظم الحوار في الفيلم من اقتباسات من مصادر مختلفة، معظمها أدبية. يسأل السائق لينوكس بشكل دوري: «هل سبق أن عضتك نحلة ميتة؟» إشارة إلى فيلم همفري بوغارت «تأخذ أو لا تأخذ To Have and Have Not». على الرغم من أن أفلام جودار السابقة كانت مليئة بالاقتباس والإشارة، إلا أن هذا هو فيلمه الأول الذي يكون فيه الحوار عبارة عن اقتباس كامل تقريبًا.

## استقبال الفيلم
منح موقع الطماطم الفاسدة الفيلم تقييم مقداره 67% بناء على آراء 6 نقاد.
كتب فينسنت كانبي من صحيفة نيويورك تايمز: «الفيلم أكثر بقليل من» إعلان طويل لأحمر الشفاه«... حتى الشخص الذين يحتقر أفلام جودار العظيمة، يمكنه أن يكون أي شيء غير حزين من هذا الفيلم»، وختم كانبي مقاله بإعلان عدم نجاح الفيلم في الولايات المتحدة وقال: «الحفلة قد انتهت، وغسل المشاهد يديه على ما يبدو من مسيرة جودار بالكامل بالإضافة إلى الفيلم».
تم دحض رأي كانبي منذ ذلك الحين من خلال المزيد من التحقيقات النقدية والعلمية، كما تم الترويج والترحيب بالفيلم كواحد من أفضل أفلام العام في مقالات جيم هوبرمان في «صوت القرية»، وجوناثان روزنباوم من «شيكاغو ريدر».
كتب دافيد ستيرت في كتابه «رؤية غير المرئي» The Films of Jean-Luc Godard: Seeing the Invisible, فصلاً كاملاً عن الفيلم، واصفاً إياه بأنه عمل معقد، وله روابط قوية بشكل خاص.
أستاذة الفن المعاصر بجامعة بنسلفانيا كاجا سيلفرمان، كتبت كتاباً عن جودار، وهو بحد ذاته كتاب عن الأزواج، كتبته خلال الفترة مع شريك حياتها (من 1992 إلى 1999) هارون فاروقي.

## وصلات خارجية
https://www.imdb.com/title/tt0100274/ موجة جديدة (فلم)
https://www.allmovie.com/movie/nouvelle-vague-v35738 موجة جديدة (فلم)